# マーカス・ハミルトン
マーカス・ハミルトン（Marcus Hamilton）はテレビドラマ『エンジェル』に登場する架空の弁護士。
第5シーズン後半に登場。
演じた俳優は性格俳優として知られるアダム・ボールドウィン。

## 特徴
筋肉質で長身。人間の胸骨を一撃で粉砕する怪力を持つ。
一見人間のように見えるが実はシニアパートナーズ・チャイルド（シニアパートナーの子供）と呼ばれる擬似生命体。

## 役職
シニア・パートナーの代理。